# هيلين ديفيد
هيلين ديفيد (بالإنجليزية: Helen David)‏ هي مصممة أزياء بريطانية، ولدت في القرن العشرين في برايتون في المملكة المتحدة.